# ميخائيل أوبارين
ميخائيل أوبارين (بالروسية: Опарин, Михаил Сергеевич)‏ (22 مايو 1993 بأومسك في روسيا - ) هو لاعب كرة قدم روسي في مركز حراسة المرمى. لعب مع أمكار بيرم ونادي كريليا سوفيتوف سامارا وFC Irtysh Omsk ‏ وFC Kaluga ‏ ونادي ينيسي كراسنويارسك ‏.

## روابط خارجية
- ميخائيل أوبارين على موقع قاعدة بيانات كرة القدم.إي يو (الإنجليزية)
- ميخائيل أوبارين على موقع Soccerway.com (الإنجليزية)
- ميخائيل أوبارين على موقع عالم كرة القدم.نت (الإنجليزية)